# St. Stephan (Weidenberg)

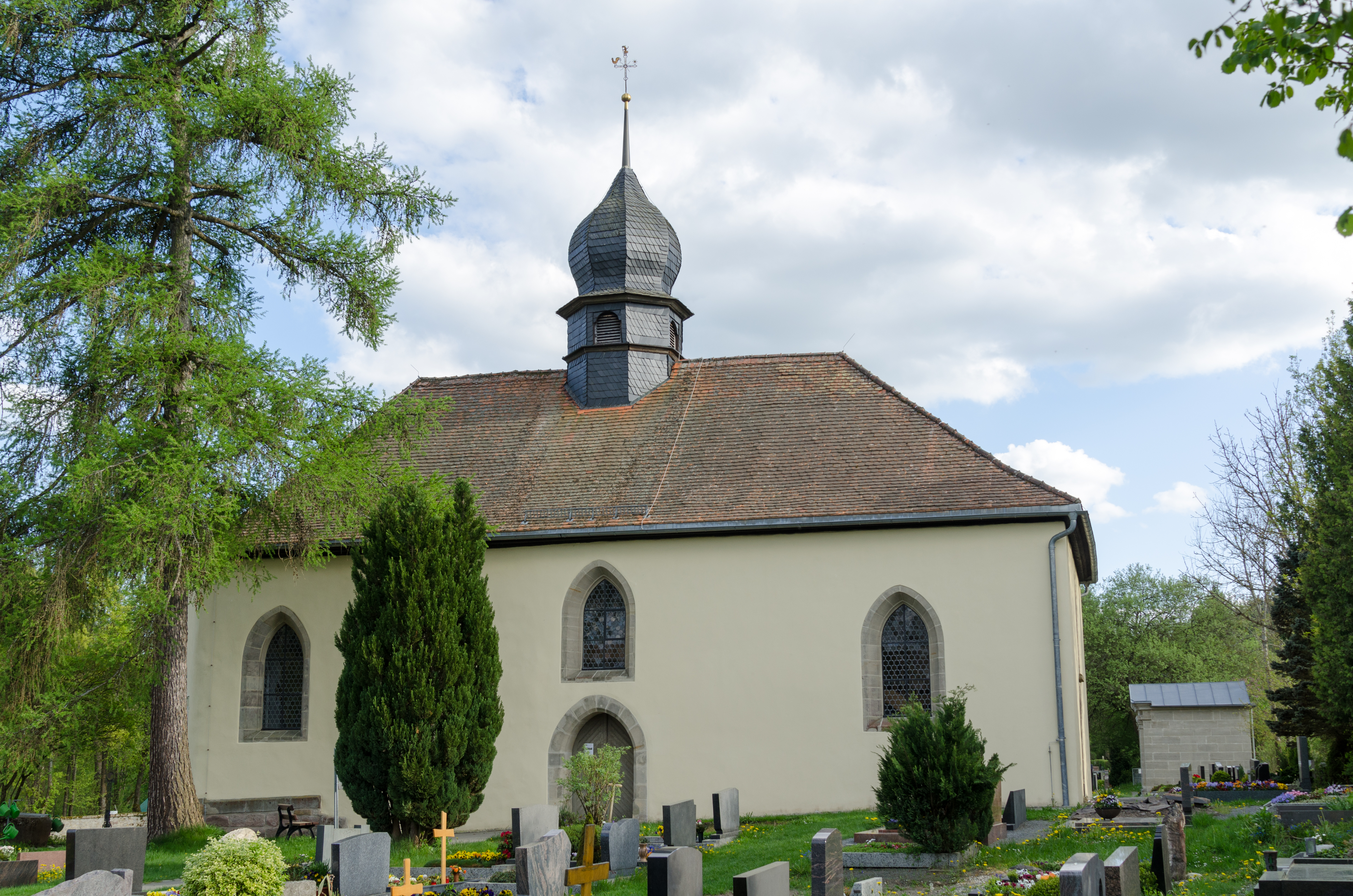
Südansicht

St. Stephan ist eine evangelisch-lutherische Friedhofskirche in der oberfränkischen Marktgemeinde Weidenberg.

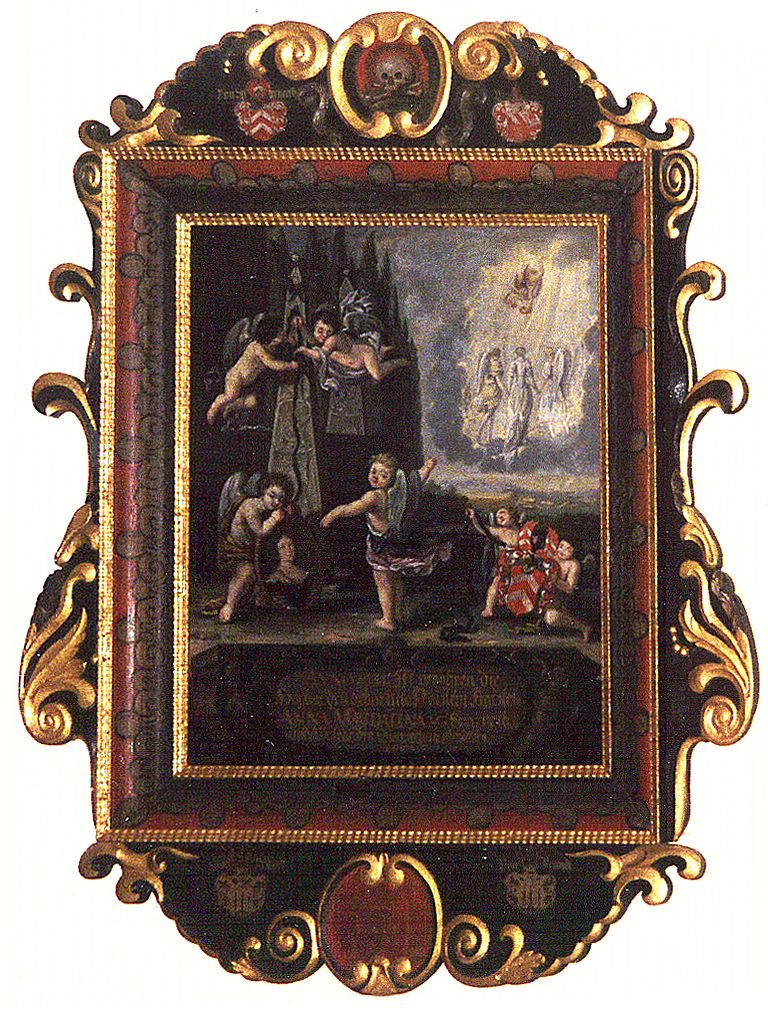
Hölzernes Epitaph

Die Stephanskirche wurde im Jahr 1415 erstmals urkundlich erwähnt. Während die Kirche St. Michael am Gurtstein zunächst Teil der ehemaligen Burg war, diente St. Stephan der Bevölkerung als Pfarrkirche. Wegen ihrer Lage und dem umgebenden Friedhof entwickelte sich St. Stephan zu einer Friedhofskirche. Kirche, Friedhofsmauer und zwei Kindergrabplatten aus dem 17. Jahrhundert stehen unter Denkmalschutz.
Zu den Besonderheiten der Innenausstattung gehören der Künsbergaltar von 1661, der dem Künstler Johann Georg Schlehendorn zugeschrieben wird, und ein Kanzelkorb im Markgrafenstil. Zentrales Objekt ist ein Kruzifix, welches von Weinranken umgeben ist, die dem Hügel Golgatha entspringen. Figuren des Stifterehepaars knien als lebensgroße Vollplastiken in zeitgenössischer Kleidung links und rechts neben dem Kreuz; der Ritter Johann Ludwig von Künsberg trägt eine Ritterrüstung. Um das Kreuz wölbt sich ein Bogen mit 17 Wappen. Ein hölzernes Epitaph erinnert an Anna Magdalena von Sparneck. 1999 wurden in der Kirche Wandmalereien freigelegt.